# ういちとヒカルのおもスロいテレビ
ういちとヒカルのおもスロいテレビは、パチ・スロ サイトセブンTVで放送されていたパチスロ番組である。初回放送は毎週水曜22:00 - 22:30。

## 概要
『パチスロ必勝ガイド』（白夜書房→ガイドワークス）のライターである沖ヒカルとういちが、自分が好きなパチスロ台をただひたすら打つだけのゆるくてお気楽なパチスロ番組である。1回の実戦を前・後編の2回に分けて放送している。
2009年4月に『おもスロいTV』のタイトルで4回放送。半年のブランクを経て、同年9月より『パチスロ必勝ガイド的 ういちとヒカルのちょっとおもスロいTV』というタイトルで本格的な放送を開始した。2010年にはスカパー!アワードの趣味・実用賞を受賞している。
2012年、白夜書房の不祥事に関連して「パチスロ必勝ガイド」の冠が外れ、現行のタイトルに変更された。
制作スタッフは「演出とか：松本直樹（松爺、松Dと呼ばれる）」「編集とか：吉永裕次（ヨッシーと呼ばれる）」「お馴染み：赤羽恵理」。
2021年、3月の放送をもって沖ヒカルが番組を卒業し、代わりに鈴虫君が加わり番組名も『ういちと鈴虫君のおもスロいテレビ』にリニューアルされた。
2023年、12月15日の放送をもって14年半に渡るレギュラー放送が終了。

## 関連商品
- ういちとヒカルのちょっとおもスロいDVD付き 押忍!番長2 攻略猛特訓（白夜書房、2011年11月） ISBN 978-4861918346
- パチスロ必勝ガイド的 ういちとヒカルのちょっとおもスロいTV DVD BOX 1（白夜書房、2011年6月） ISBN 978-4861917660
- パチスロ必勝ガイド的 ういちとヒカルのちょっとおもスロいTV DVD BOX 2（白夜書房、2012年2月） ISBN 978-4861918735
- ういちとヒカルのおもスロいテレビ DVD BOX 3（ガイドワークス、2013年9月） ISBN 978-4906936847
- ういちとヒカルのおもスロいテレビ DVD BOX 4（ガイドワークス、2014年10月）ISBN 978-4865351330
- ういちとヒカルのおもスロいテレビ DVD BOX 5（ガイドワークス、2015年9月） ISBN 978-4865352689
- ういちとヒカルのおもスロいテレビ DVD BOX 6（ガイドワークス、2016年9月） ISBN 978-4865354256
- ういちとヒカルのおもスロいテレビ DVD BOX 7（ガイドワークス、2017年9月） ISBN 978-4865356229
- ういちとヒカルのおもスロいテレビ DVD BOX 8（ガイドワークス、2018年12月） ISBN 978-4865358346

## 関連番組
- ういちとヒカルのおもスロい人々 - 同じ出演者によるトーク番組。
- ういちとヒカルのおもスロいオッペン - 本番組のオープニング・エンディング部分を、本放送でカットした部分も含めて再編集したものを放送。
- おもスロい麻雀[2] - ういち、沖ヒカルに木村魚拓と塾長が加わり、4人の麻雀の模様を放送。お試し版として全2回に渡り放送された。